# 山口宇部機場
山口宇部機場（日语：／ Yamaguchi Ube kūkō */?）一個位於日本山口縣宇部市的國內民用機場。

## 歷史
- 1966年7月1日，县营宇部机场投入运营，每天8:00至16:00运营8小时，跑道长度1200米，宽度30米。开通由全日空航空运营的至东京羽田机场（每日一班往返）和由日本佳速航空运营的至大阪伊丹机场（每日一班往返）两条航线。
- 1968年6月，机场照明设备（包括新表灯，跑道灯和停机坪灯）开始使用。
- 1969年4月，至大阪伊丹机场的航班增至一日两班往返。
- 1970年4月，至东京羽田机场的航班增至一日两班往返。
- 1972年4月，至大阪伊丹机场的航班增至一日三班往返。
- 1977年9月，至大阪伊丹机场的航线停航，原因是受到1975年山阳新干线冈山至博多段通车造成的旅客分流的影响。
- 1979年11月，远离海岸一侧的新跑道（长度2000米，宽度45米）投入使用，旧跑道停用。
- 1980年3月，仪表着陆装置（ILS）投入使用.
- 1980年4月，随着东京的航班投入使用喷气式飞机，机场名称变为“山口宇部机场”。
- 1980年7月，第二代航站楼（总建筑面积3,636m2）投入使用。
- 1981年7月，至东京羽田机场的航线每周有四天增加至每天三次往返。
- 1983年11月，旧跑道废弃。
- 1984年7月，运营时间延长至从8:00至19:30的每天11.5小时。至东京羽田的航线每周有两天增加至四班往返。
- 1985年2月，至东京羽田的航线每周有四天增加至四班往返。
- 1986年7月，至东京羽田的航线增加至每天四班往返。
- 1987年7月，运营时间延长至从7:30至20:30的每天13小时。
- 1990年12月，至东京羽田的航线增加至每天五班往返。
- 1993年5月，开通每周三班至札幌新千岁机场的航线。
- 1995年4月，开始有执行至东京羽田机场航线的过夜飞机。
- 1997年4月，至札幌新千岁机场的航线增加至每周四班。
- 1997年7月，开通每周三班至冲绳那霸机场的航线。
- 1998年12月，至冲绳那霸机场的航线停航。
- 1999年9月24日，受到1999年第18号台风的影响，跑道外侧防波堤溃堤，整个机场被水淹没，造成航空管制设施无法使用。数日后以目视飞行方式恢复运营，完全修复还需时日。
- 1999年12月，为了进行跑道延长施工，钢岛被填埋。
- 2000年3月，第三代航站楼作为国内航站楼投入使用，第二代航站楼转作国际航站楼。
- 2001年3月24日，跑道延长至2500米。

## 航空管制
| 種類 | 頻率               |
| ---- | ------------------ |
| RDO  | 118.05MHz,126.2MHz |

## 航空保安無線設施
| 名稱 | 種類 | 周波數   | 識別信號 |
| UBE  | VOR  | 110.8MHz | UBE      |
| UBE  | DME  |          | UBE      |

## 航空公司與航點
| 航空公司         | 目的地    |
| ---------------- | --------- |
| 日本航空（JL）   | 東京/羽田 |
| 全日本空輸（NH） | 東京/羽田 |

## 外部連結
- 山口宇部機場 （页面存档备份，存于）（日語）